# Хильдбургхаузен
Хильдбургхаузен (нем. Hildburghausen, старая передача — Гильдбурггаузен) — город в Германии, в земле Тюрингия.
Входит в состав района Хильдбургхаузен. Население составляет 11 901 человек (на 31 декабря 2010 года). Занимает площадь 72,94 км². Официальный код — 16 0 69 024.
Город подразделяется на 10 городских районов.

## Персоналии
- Мюллер, Иоганн Эдуард (1828—1895) — скульптор.
- Юнгганс, София (1845—1907) — писательница.

## Фотографии

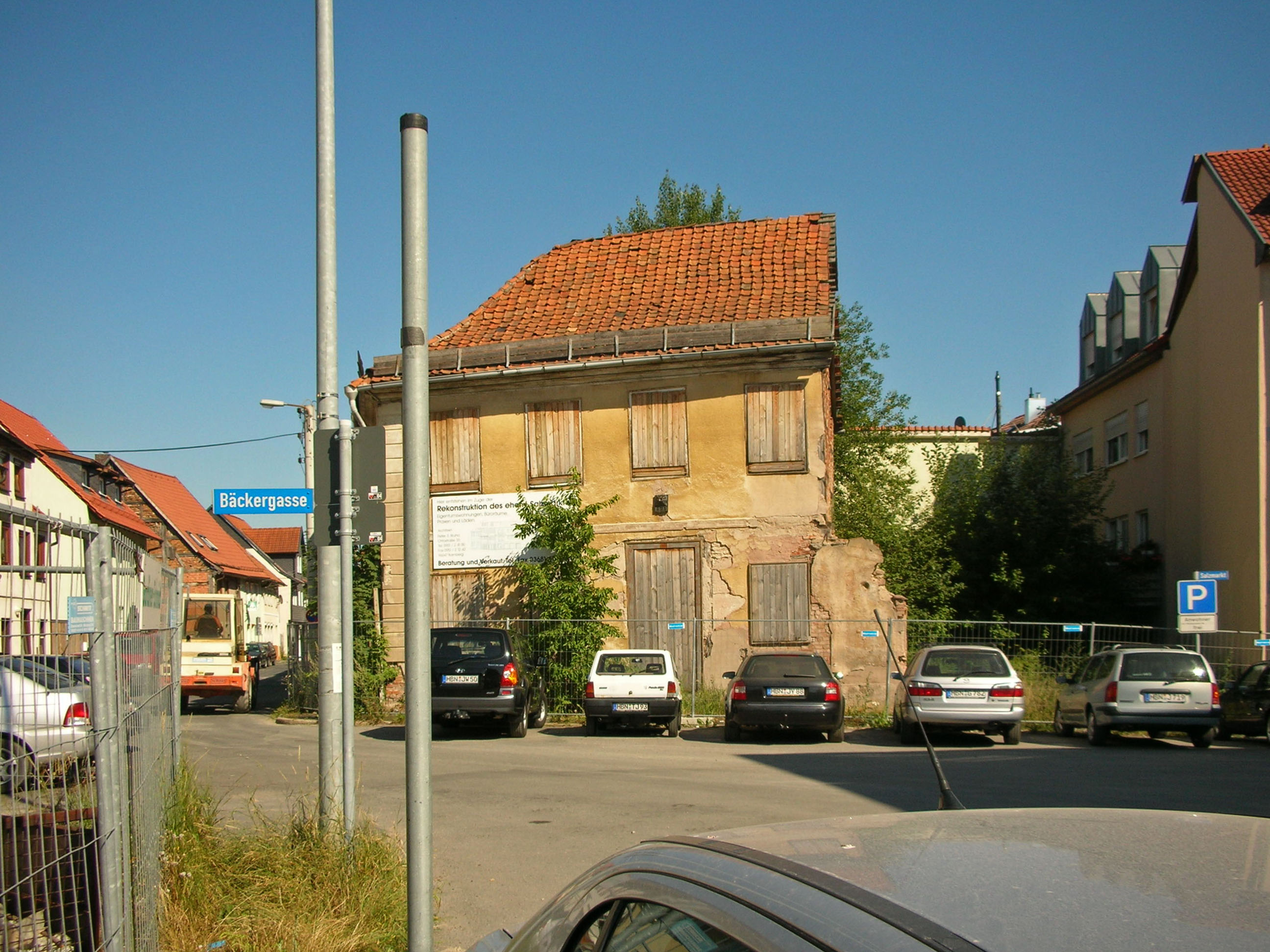
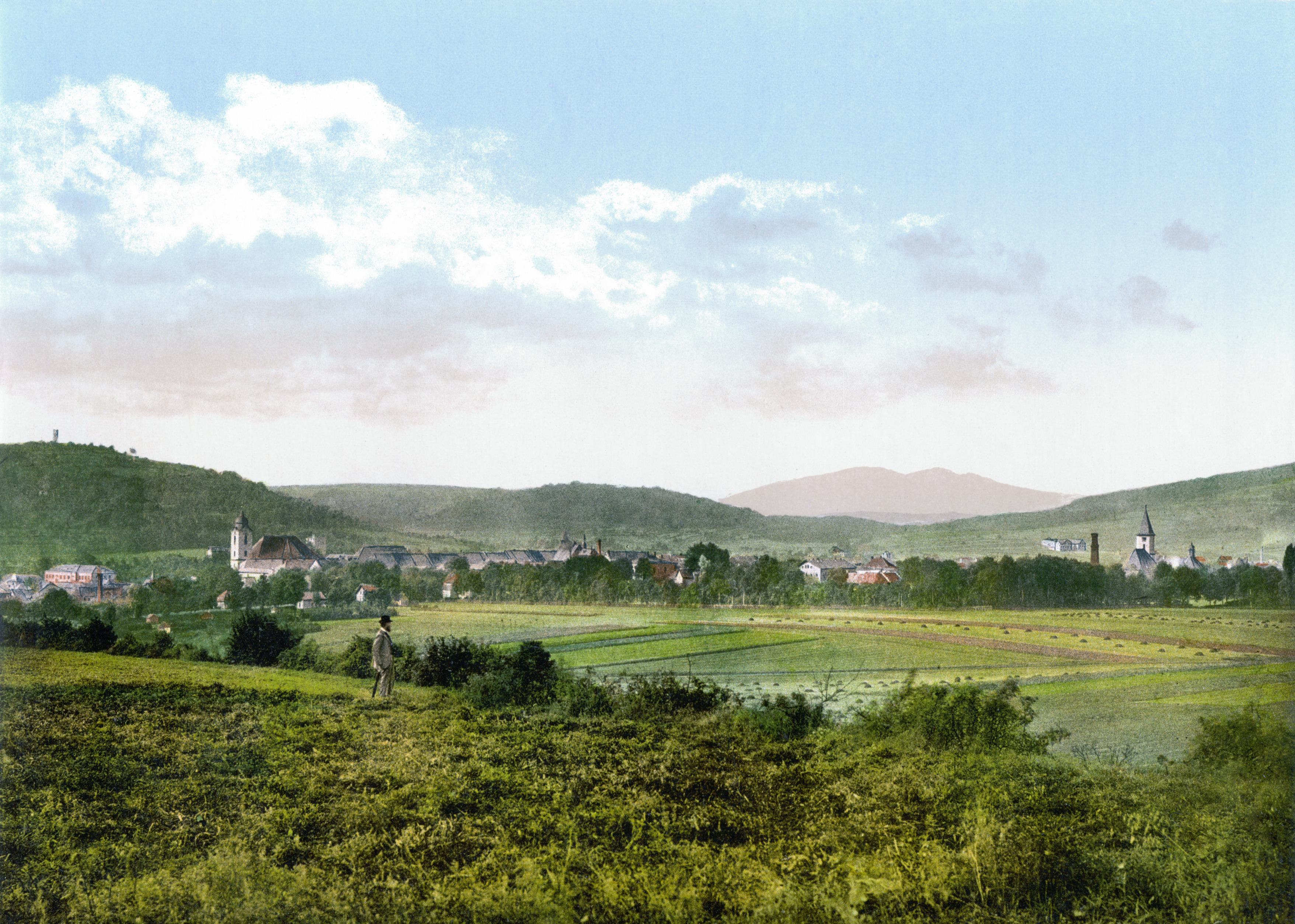
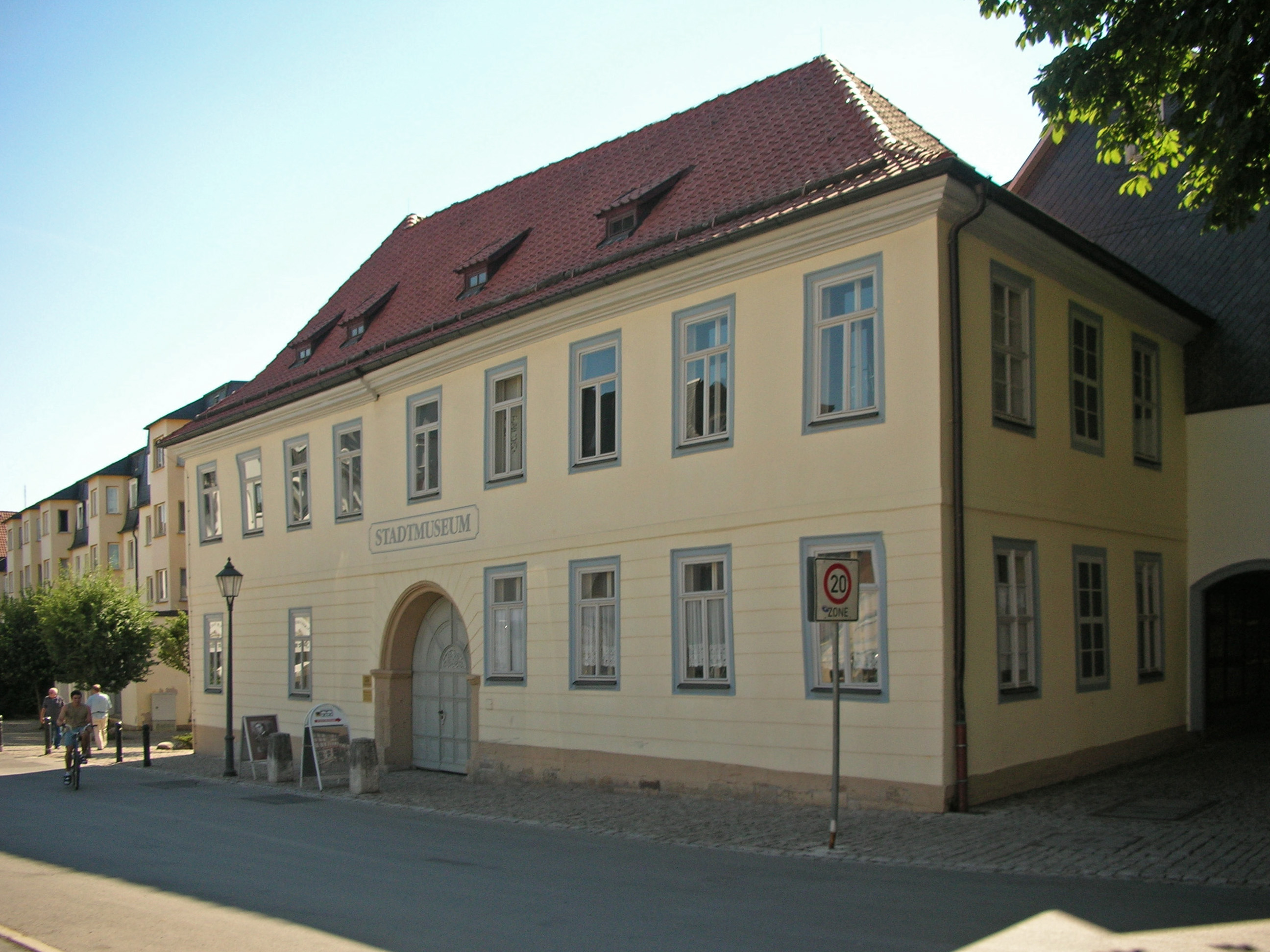
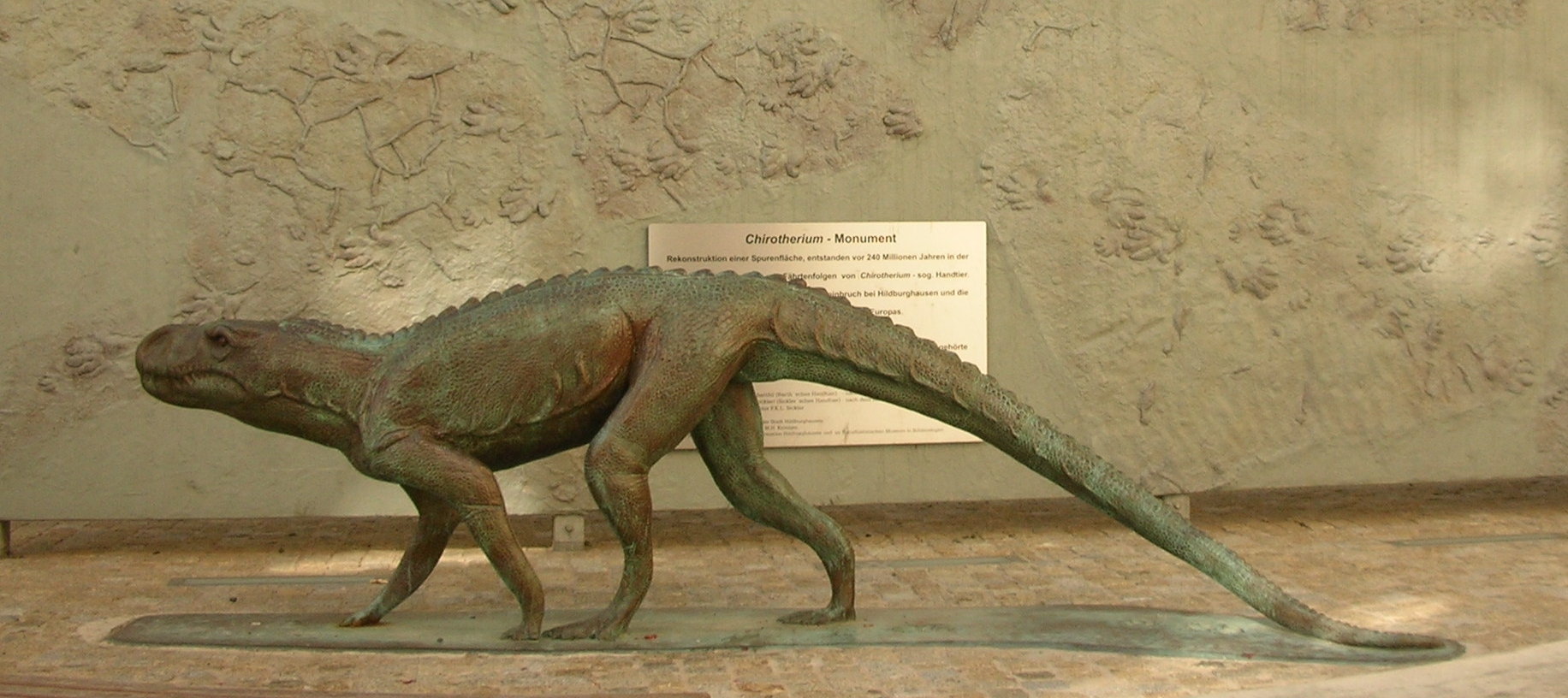
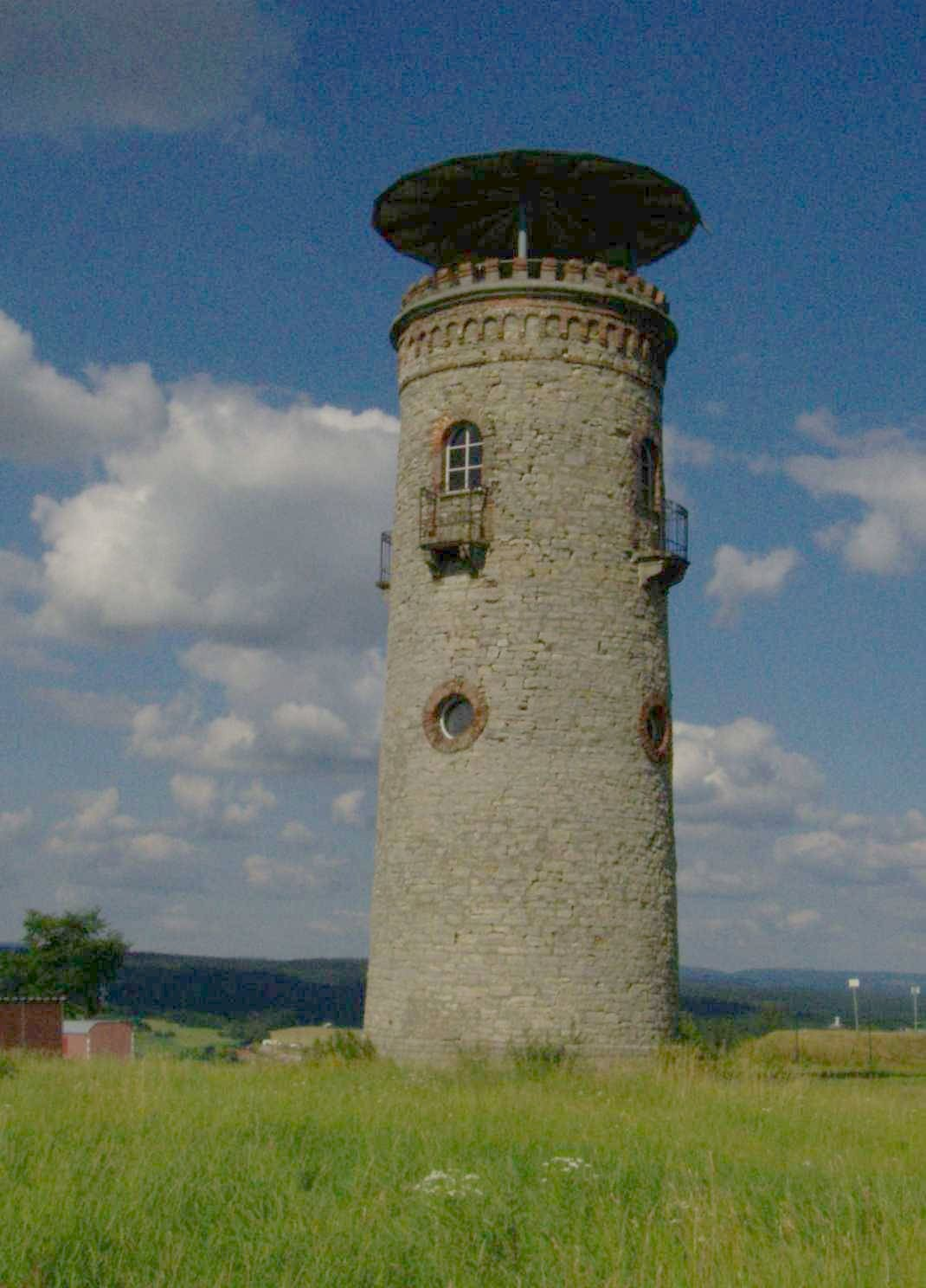